# سرمایه‌گذاری‌های فیدلیتی
سرمایه‌گذاری‌های فیدلیتی (به انگلیسی: Fidelity Investments) شرکت خدمات مالی چندملیتی آمریکایی است، که در زمینه ارائه خدمات مدیریت سرمایه‌گذاری، مدیریت صندوق‌های سرمایه‌گذاری مشترک، مدیریت ثروت و خدمات بیمه عمر فعالیت می‌نماید.
شرکت سرمایه‌گذاری‌های فیدلیتی در سال ۱۹۴۶ توسط ادوارد جانسون تأسیس شد و اکنون با در اختیار داشتن بیش از ۲۰ میلیون سرمایه‌گذار، سرمایه تحت مدیریت آن بالغ بر ۱۱٫۷ تریلیون دلار آمریکا برآورد می‌گردد.
دفتر مرکزی این شرکت در شهر بوستون، ماساچوست، ایالات متحده آمریکا قرار دارد و دفاتر بین‌المللی آن، در شهرهای لندن، لوکزامبورگ سیتی، فرانکفورت، پاریس، توکیو، هنگ کنگ، بمبئی، سئول، سنگاپور و سیدنی مستقر می‌باشند.